# 福本鴻介
福本 鴻介（ふくもと こうすけ、1993年3月10日 - ）は、日本の俳優、音楽家。ストローハウス所属。
東京都墨田区出身。慶應義塾大学文学部卒業。舞台・テレビでの俳優活動と同時に音楽家として演劇・ミュージカル作品への楽曲提供も行う。

## 人物・来歴
幼少期に習い事としてピアノを弾き始めたことをきっかけに音楽への造詣を深めていく。中学時代にアコースティック・ギターを始め、友人らと作曲やデモテープ作りを行うようになる。
慶應義塾大学では英米文学を専攻（20世紀アメリカ文学・ポピュラー音楽）。卒業論文のテーマはボブ・ディラン。
大学在学中にオックスフォード大学へ留学。現地でシェイクスピア演劇に参加し、帰国後、本格的に演劇活動を始める。
2016年4月に新国立劇場演劇研修所入所。第12期修了。

## 出演

### テレビドラマ
- BS時代劇
  - 螢草 菜々の剣 第5回「希望の光」（2019年8月23日、BSプレミアム）[1]
  - 剣樹抄〜光圀公と俺〜 第6回「鬼を人に返す」（2021年12月10日、BSプレミアム）[2]
  - 善人長屋 第1話「錠前破りの大悪党」（2022年7月8日、BSプレミアム） - 巳之助 役
- 育休刑事 第6話（2023年5月23日、NHK総合・NHK BS4K） - 及川岳 役

### 舞台
- 新国立劇場演劇研修所
  - 少年口伝隊一九四五（2018年8月1日〜4日）[3]
  - トミイのスカートからミシンがとびだした話（2018年10月26日～31日）[4]
  - るつぼ（2019年2月8日～13日）[5]
- どん底（2019年10月3日～20日、新国立劇場小劇場）[6]
- 貴婦人の来訪（2022年6月1日～19日、新国立劇場小劇場）[7]
- 魔と怨の伝説（2022年8月17日～21日 予定、両国シアターカイ）

## 音楽活動

### 舞台音楽
- ミュージカル 「わたしの眠るところ」（2021年12月9日〜12日、高田馬場ラビネスト） - 作曲・編曲[8]
- dove公演 「WOMEN'S LIFE おんなはおんなである。 ～まるごとナオ フクモト～（作・演出　生田萬）」（2021年12月17日～19日、at THEATRE) - 楽曲提供[9]
- salty rock公演 「たとえばありふれたカノンのコードで」（2022年4月21日～24日、遊空間がざびぃ） - 楽曲提供「たとえばありふれたカノンのコードで(feat.石原嵩志)」[10]
- 「幻奏のフイルム」（2022年11月11日～20日 予定、CBGKシブゲキ!!) - 音楽担当[11]